# Miranda Sex Garden
Miranda Sex Garden war eine englische Independent-Formation aus London, die 1990 gegründet wurde.

## Geschichte
Der britische Musiker und Produzent Barry Adamson wurde auf die drei Musikstudentinnen Katharine Blake, Kelly McCusker und Jocelyn West aufmerksam, als sie auf Londons Straßen musizierten, und stellte sie daraufhin dem Musiklabel Mute Records vor. Unter Vertrag genommen, wurde 1991 das Debütalbum Madra veröffentlicht. Es enthält ausschließlich a cappella inszenierte Madrigale und unterscheidet sich darin deutlich vom weiteren musikalischen Weg der Band. Das Stück Gush Forth My Tears wurde wenig später remixt und als Singleauskopplung mit synthetischen Beats unterlegt veröffentlicht. Es entwickelte sich zu einem kleinen Clubhit.
Bereits auf der zweiten Veröffentlichung Iris gingen Miranda Sex Garden nun mit einer Mischung aus Dark Wave und Ethereal völlig andere, musikalische Wege, wurde die Band zuvor durch Trevor Sharpe, Ben Golomstock und Donna McKevitt um Gitarre, Schlagzeug, sowie eine weitere Sängerin erweitert.
Zur Promotion des 1993 erschienenen Albums Suspiria, welches den Stil von Iris konsequent weiterentwickelte, gingen Miranda Sex Garden im Vorprogramm von Spiritualized erstmals auf Tournee.
1994 wurde mit Unterstützung von FM Einheit und Alexander Hacke von der Musikgruppe Einstürzende Neubauten das nächste Album Fairytales of Slavery aufgenommen und veröffentlicht. Stilistisch wurde der Sound des Vorgängeralbums mit Elementen aus Industrial und Noise Pop weiterentwickelt. Hepzibah Sessa war zu dieser Zeit vorübergehend Mitglied bei Miranda Sex Garden. Bei einem Gig im Vorprogramm von Depeche Mode kam es in Nürnberg zu einem Eklat, als die Band gnadenlos ausgebuht wurde und Fans Gegenstände auf die Bühne warfen.
In der darauffolgenden Zeit beendeten Miranda Sex Garden und Mute Records ihre Zusammenarbeit und Kelly McCusker verließ die Band. Katharina Blake widmete sich zwischenzeitlich anderen Projekten und gründete 1996 die Formation Mediæval Bæbes.
Nach langer Pause und bei einem neuen Label unter Vertrag wurde im Jahr 2000 das letzte Album Carnival of Souls veröffentlicht, das nach dem gleichnamigen Horrorfilm aus dem Jahr 1962 (auf Deutsch: Tanz der toten Seelen) benannt ist. Mit Teresa Casella, Mike Servent und Barney Hollington war Miranda Sex Garden mittlerweile zu einem Sextett herangewachsen.

## Diskografie
- 1991: Madra (Album)
- 1992: Iris (EP)
- 1993: Sunshine (EP)
- 1993: Suspiria (Album)
- 1994: Fairytales of Slavery (Album)
- 2000: Carnival of Souls (Album)